# Keith Brown
Edward Keith Brown (ur. 1935) – brytyjski językoznawca. Specjalizuje się w składni teoretycznej i opisowej języka angielskiego.
Redagował 12-tomową publikację Encyclopedia of Language and Linguistics oraz współtworzył Dictionary of Linguistics.
Doktoryzował się w 1972 r. na Uniwersytecie Edynburskim.